# سیکلرویل (نیوجرسی)
سیکلرویل (به انگلیسی: Sicklerville) یک منطقهٔ مسکونی در ایالات متحده آمریکا است که در وینزلوو، نیوجرسی واقع شده‌است. سیکلرویل ۵۰٬۵۸۹ نفر جمعیت دارد و ۴۳ متر بالاتر از سطح دریا واقع شده‌است.